# ميخائيل فريتاخ
ميخائيل فريتاخ (بالألمانية: Michael Freytag)‏ هو سياسي ألماني، ولد في 4 مايو 1958 بهامبورغ في ألمانيا. حزبياً، نشط في الاتحاد الديمقراطي المسيحي. انتخب عضو البرلمان هامبورغ.

## روابط خارجية
- ميخائيل فريتاخ على موقع مونزينجر (الألمانية)